# Union Cross (Carolina del Norte)
Union Cross es una pequeña área no incorporada ubicada del condado de Forsyth  en el estado estadounidense de Carolina del Norte.